# نوربرت فرنسيس أتارد
نوربرت فرنسيس أتارد (بالإنجليزية: Norbert Francis Attard)‏ هو مهندس معماري مالطي، ولد في 1951 في سليمة في مالطا.